# Ugo Monneret de Villard

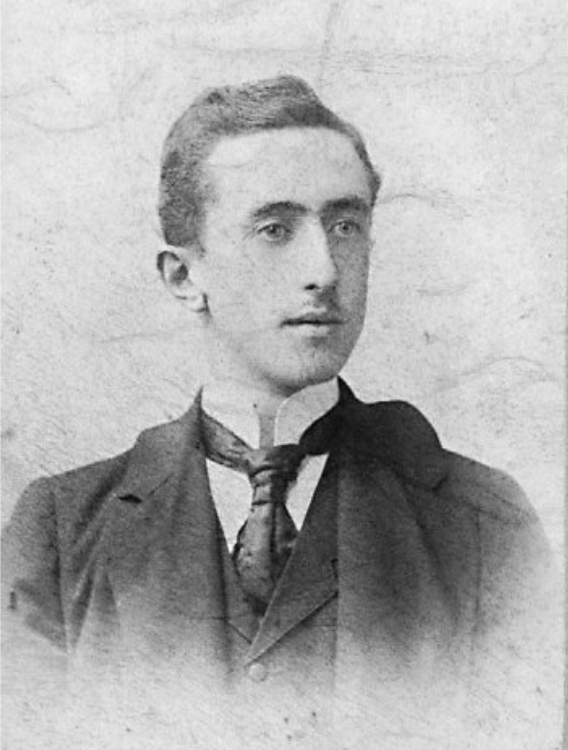
Una fotografia del 1898 di un giovane Ugo Monneret de Villard

Ugo Monneret de Villard (Milano, 16 gennaio 1881 – Roma, 4 novembre 1954) è stato un ingegnere, archeologo, orientalista e critico d'arte italiano.

## Biografia
Nato a Milano da una famiglia di origine borgognona proveniente dal Piemonte, dove si era trasferita durante la rivoluzione francese. Nella città natale condusse i suoi studi al Politecnico e mantenne la propria residenza fino al 1937, quando si trasferì a Roma.
Monneret è stato il primo docente universitario di una materia intitolata Archeologia medievale, al Politecnico di Milano nel 1913, e fu anche docente di Storia dell'Architettura, sempre al Politecnico di Milano dal 1913 al 1924. Durante la prima parte della sua attività scientifica si occupò soprattutto di storia medievale lombarda e storia dell'arte italiana. In seguito però il suo interesse si spostò verso l'oriente e l'arte orientale.
Viaggiò poi lungamente in Africa e Asia per conto del Ministero degli Esteri, dall'Egitto all'India, all'Asia centrale. Il materiale raccolto in questi viaggi trovò esito, parzialmente, in pubblicazioni sulla storia della Nubia romana e cristiana e sull'arte ed architettura copta e musulmana. Il suo archivio fu donato dalla famiglia alla Biblioteca di Archeologia e Storia dell'Arte di Roma collocata a Palazzo Venezia.

## Opere
Si segnalano qui solo le principali sue monografie. Per un elenco completo delle opere di Ugo Monneret de Villard, che si aggirano sui 150 titoli, si rimanda alla bibliografia dei suoi scritti pubblicata sulla Rivista degli Studi Orientali, XXX (1955), pp. 182–188 e riprodotta, con aggiunte in Ars Orientalis II, 1957, pp. 628–633.
- Giorgione da Castelfranco. Studio critico, Bergamo, 1904.
- U. Monneret de Villard (a cura di), Note sull'arte di costruire le città, Società Editrice Tecnico Scientifica, Milano 1907.
- Marco Magistretti, Ugo Monneret de Villard (a cura di), Liber Notitiae Sanctorum Mediolani. Manoscritto della Biblioteca Capitolare di Milano, Milano 1917.
- U. Monneret de Villard, A. Patricolo, La Chiesa di Santa Barbara al Vecchio Cairo, Firenze 1922.
- La scultura ad Ahnâs. Note sull'origine dell'arte copta, Milano 1923.
- Les couvents près de Sohâg..., Milano 1925-26.
- Il monastero di S. Simeone presso Aswân, vol. I. Descrizione archeologica, Milano 1927.
- Description générale du monastère de Saint-Siméon..., Les églises du monastère des Syriens au Wâdî en-Natrûn, Milano 1928.
- Deyr el-Muharraqah, Milano 1928.
- La necropoli musulmana di Aswân, Il Cairo 1930.
- Iscrizioni del cimitero di Sakinya, Il Cairo 1933.
- La Nubia medievale, I-II,Il Cairo 1935.
- La Nubia medievale, III-IV, Il Cairo 1957 [postumi].
- Aksum. Ricerche di topografia generale, Roma 1938.
- Storia della Nubia cristiana, Roma 1938.
- Le chiese della Mesopotamia, Roma 1940.
- La Nubia romana, Roma 1941.
- Lo studio dell'Islam in Europa nel XII e nel XIII secolo, Città del Vaticano 1944.
- Il libro delle peregrinazioni nelle parti d'Oriente..., Roma 1948.
- Liber peregrinationis di Jacopo da Verona, Roma 1950.
- Le pitture musulmane al soffitto della Cappella Palatina di Palermo, Roma 1950.
- Le leggende orientali sui Magi evangelici, Città del Vaticano 1952.
- L'arte iranica, Milano 1954.